# Schulenburg (Texas)
Schulenburg es una ciudad ubicada en el condado de Fayette en el estado estadounidense de Texas. En el Censo de 2010 tenía una población de 2852 habitantes y una densidad poblacional de 440,11 personas por km².

## Geografía
Schulenburg se encuentra ubicada en las coordenadas 29°40′54″N 96°54′26″O / 29.68167, -96.90722. Según la Oficina del Censo de los Estados Unidos, Schulenburg tiene una superficie total de 6.48 km², de la cual 6.48 km² corresponden a tierra firme y (0%) 0 km² es agua.

## Demografía
Según el censo de 2010, había 2852 personas residiendo en Schulenburg. La densidad de población era de 440,11 hab./km². De los 2852 habitantes, Schulenburg estaba compuesto por el 69.04% blancos, el 16.02% eran afroamericanos, el 0.95% eran amerindios, el 0.32% eran asiáticos, el 0% eran isleños del Pacífico, el 11.64% eran de otras razas y el 2.03% pertenecían a dos o más razas. Del total de la población el 23.56% eran hispanos o latinos de cualquier raza.